# 龙凤旗袍
龙凤旗袍是中華人民共和國上海市一家旗袍品牌。1936年，朱顺兴中式服装店成立，中華人民共和國建國後中共當局實行公私合营，朱顺兴與范永兴、钱立昌、阎凤记和美昌合并为上海龙凤中式服装，總部位於南京西路。2011年，龙凤旗袍手工制作技艺传习所成立，這是龙凤旗袍的工厂。同年龙凤旗袍搬遷至陕西北路。
2011年，龙凤旗袍手工制作技艺列入国家级非物质文化遗产名录。2018年被評為中華老字號。2019年，龙凤旗袍还推出了旗袍制作课程初级班和中级班，让上海居民从选面料、裁剪、缝制、做盘扣等全环节学习制作属于自己的旗袍。